# (557) Violetta
(557) Violetta est un astéroïde de la ceinture principale.

## Description
(557) Violetta est un astéroïde de la ceinture principale découvert par Max Wolf le 26 janvier 1905 à Heidelberg.
Il a été ainsi baptisé en référence à Violetta Valéry, personnage principal de l'opéra La Traviata du compositeur d’opéra italien Giuseppe Verdi (1813-1901), basé sur La Dame aux camélias d'Alexandre Dumas fils.